# Гідроскелет

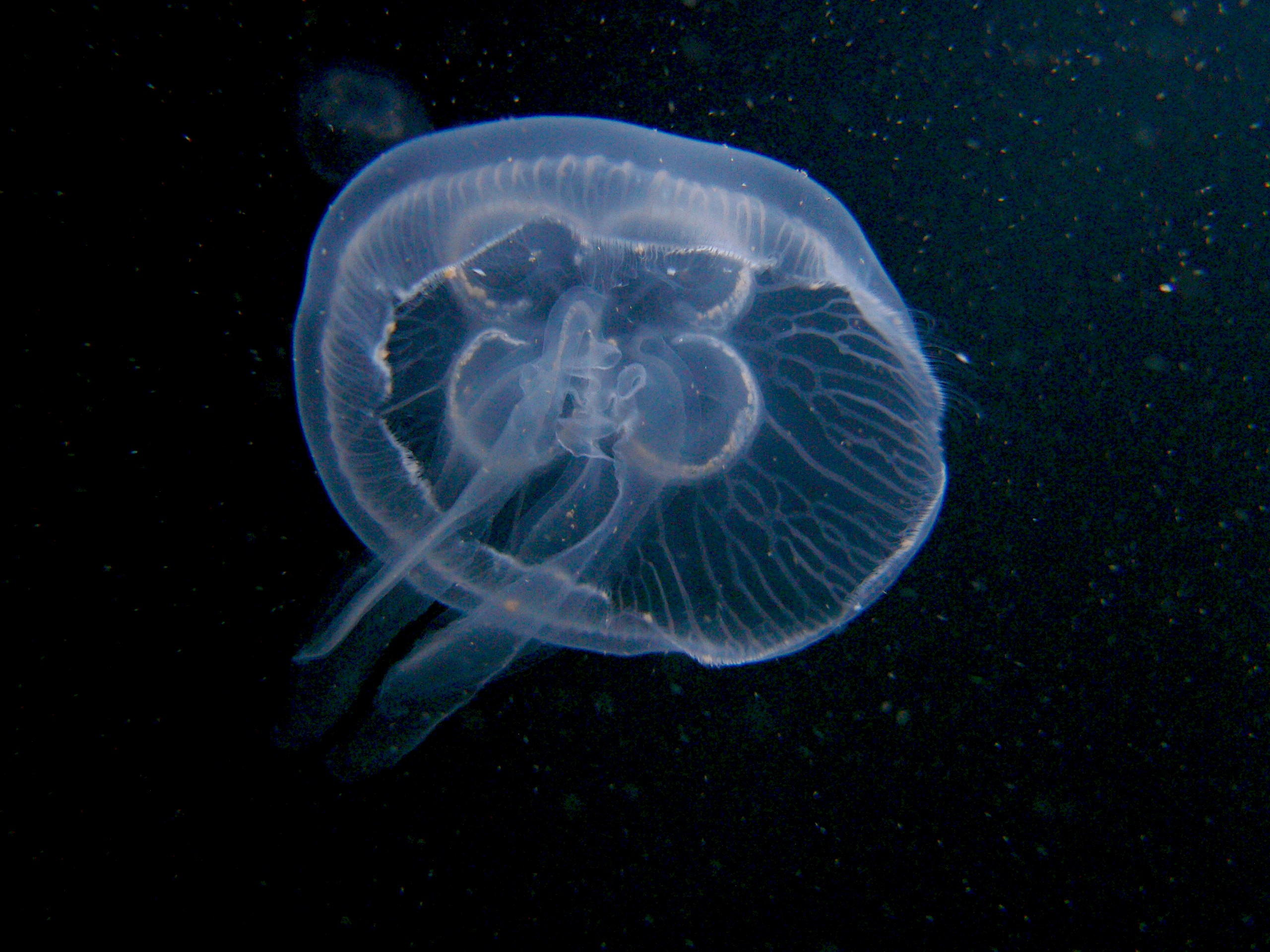
Медуза Aurelia aurita

Гідростатичний скелет (гідроскелет) — система підтримки форми тіла й іноді руху, що базується на стисненні рідини у внутрішній порожнині шляхом скорочення м'язових волокон.
Гідростатичний скелет характерний для м'якотілих тварин (черви — круглі, кільчасті, актинії, медузи). Порожнинна рідина, укладена всередині м'язових стінок, чинить тиск на м'язи. Своєю чергою, тиск цієї рідини протидіє йому, скорочення м'язів допомагає тварині підтримувати свою форму тіла.

## Принцип дії
У м'якотілих є порожнинна рідина, що міститься усередині м'язових стінок тіла. Ця рідина тисне на м'язи, а ті своєю чергою здатні скорочуватися, долаючи цей тиск. М'язи не прикріплені до будь-яких структур, і тому при скороченні вони тягнуть лише один одного. Тварина зберігає певні розміри та форму тіла завдяки тиску порожнинної рідини, з одного боку, і м'язів, що скорочуються — з іншого.
Зазвичай м'язові волокна утворюють два шари — подовжню і кільцеву мускулатуру. Рух відбувається завдяки тому, що ці шари працюють як антагоністи. У несегментованих тварин (таких, як нематоди) тиск на рідину при скороченні м'язів передається в усі частини тіла. У сегментованих тварин (таких, як Lumbricus terrestris) цей ефект локалізований і лише певні сегменти приводяться в рух або змінюють форму.